# HMNZS Leander
HMNZS Leander byl lehký křižník Royal Navy třídy Leander. V únoru 1941 Leander potopil italský pomocný křižník Ramb I. V roce 1943 nesl křižník lehkou výzbroj posílenou o 9 kusů 20mm kanónů, naopak ve stejném roce byl odstraněn katapult. V červenci 1943 byl Leander těžce poškozen v bitvě u ostrova Kolombangara. Opraven byl až po skončení války, vyřazen byl v roce 1949.